# آنترامیسین
آنترامیسین (به انگلیسی: Anthramycin) یک آنتی بیوتیک با خواص آنتی نئوپلاستیک است. آنترامیسین با فرمول شیمیایی C16 H17 N3 O4 جرم مولی آن ۳۱۵٫۳ g/mol می‌باشد. 